# 애덤스군 (워싱턴주)

애덤스 군의 위치

애덤스군(Adams County)은 미국 워싱턴주의 군이다. 이 군은 미국 제 2대 대통령 존 애덤스를 기리기 위하여 지어졌다. 2010년 인구는 총 18,728 명이다. 군청소재지는 리츠빌(Ritzville)이며, 군내 최대도시는 오셀로(Othello)이다. 애덤스 군은 1883년 11월 28일 휘트먼 군(Whitman County)에서
분리되어 형성됐다.

## 인구
| 인구조사                                                      | 인구   | Note  | %±     |
| ------------------------------------------------------------- | ------ | ----- | ------ |
| 1890년                                                        | 2,098  |       | —      |
| 1900년                                                        | 4,840  |       | 130.7% |
| 1910년                                                        | 10,920 |       | 125.6% |
| 1920년                                                        | 9,623  |       | −11.9% |
| 1930년                                                        | 7,719  |       | −19.8% |
| 1940년                                                        | 6,209  |       | −19.6% |
| 1950년                                                        | 6,584  |       | 6.0%   |
| 1960년                                                        | 9,929  |       | 50.8%  |
| 1970년                                                        | 12,014 |       | 21.0%  |
| 1980년                                                        | 13,267 |       | 10.4%  |
| 1990년                                                        | 13,603 |       | 2.5%   |
| 2000년                                                        | 16,428 |       | 20.8%  |
| 2010년                                                        | 18,728 |       | 14.0%  |
| 2019 (추산)                                                   | 19,983 | [ 1 ] | 6.7%   |
| U.S. Decennial Census 1790–1960 1900–1990 1990–2000 2010–2019 |        |       |        |

## 같이 보기
- 워싱턴주의 군 목록